# Olympische Sommerspiele 1976/Teilnehmer (Jamaika)
| Gelbes Symbol für Goldmedaillen mit stilisierten Olympischen Ringen | Graues Symbol für Silbermedaillen mit stilisierten Olympischen Ringen | Braundes Symbol für Bronzemedaillen mit stilisierten Olympischen Ringen |
| ------------------------------------------------------------------- | --------------------------------------------------------------------- | ----------------------------------------------------------------------- |
| 1                                                                   | 1                                                                     | —                                                                       |

Jamaika nahm an den Olympischen Sommerspielen 1976 in Montreal, Kanada, mit einer Delegation von 20 Sportlern (11 Männer und 9 Frauen) teil. Diese traten in drei Sportarten bei 18 Wettbewerben an. Einziger Medaillengewinner war der Leichtathlet Donald „Don“ Quarrie, der je einmal Gold und Silber gewann.

## Medaillen

### Medaillengewinner

#### Gold
| Sportart       | Wettkampf | Name           |
| -------------- | --------- | -------------- |
| Leichtathletik | 200 m     | Donald Quarrie |

#### Silber
| Sportart       | Wettkampf | Name           |
| -------------- | --------- | -------------- |
| Leichtathletik | 100 m     | Donald Quarrie |

## Teilnehmer nach Sportarten

### Boxen
- Trevor Berbick
Schwergewicht: 9. Platz (2. Runde)
- Mike McCallum
Weltergewicht: 5. Platz (Viertelfinale)
- Clarence Robinson
Federgewicht: 9. Platz (3. Runde)

### Leichtathletik
Männer
- Colin Bradford
100 m: Viertelfinale
200 m: 7. Platz
4 × 400 m: 5. Platz
- Alfred Daley
400 m: Viertelfinale
- Seymour Newman
800 m: Halbfinale
4 × 400 m: 5. Platz
- Leighton Priestley
400 m: Viertelfinale
4 × 400 m: 5. Platz
- Donald Quarrie
100 m: Silber 
200 m: Gold 
4 × 400 m: 5. Platz

Frauen
- Rosie Allwood
100 m: Halbfinale
200 m: Viertelfinale
4 × 100 m: 6. Platz
- Helen Blake
400 m: Vorläufe
4 × 400 m: Vorläufe
- Andrea Bruce
Fünfkampf: 15. Platz
- Carol Cummings
100 m: Viertelfinale
200 m: Halbfinale
4 × 100 m: 6. Platz
4 × 400 m: Vorläufe
- Leleith Hodges
100 m: Viertelfinale
4 × 100 m: 6. Platz
- Marilyn Neufville
400 m: Vorläufe
- Jackie Pusey
200 m: Halbfinale
4 × 100 m: 6. Platz
4 × 400 m: Vorläufe
- Audrey Reid
Hochsprung: 21. Platz
- Ruth Williams-Simpson
400 m: Viertelfinale
4 × 400 m: Vorläufe

### Radsport

#### Bahn
- Xavier Mirander
Sprint: 4. Runde
- David Weller
1000 m Zeitfahren: 11. Platz

#### Straße
- Errol Walters
Straßenrennen: DNF